# カンブネ＝シュル＝ル＝ソール
カンブネ＝シュル＝ル＝ソール （Cambounet-sur-le-Sor）は、フランス、オクシタニー地域圏、タルヌ県のコミューン。

## 地理
カストルの南西に位置し、カストル都市圏に含まれている。アグー川の支流ソール川が流れる。

## 人口統計
| 1962年 | 1968年 | 1975年 | 1982年 | 1990年 | 1999年 | 2005年 | 2014年 |
| ------ | ------ | ------ | ------ | ------ | ------ | ------ | ------ |
| 341    | 348    | 357    | 475    | 571    | 638    | 764    | 888    |

参照元:1962年から1999年までは複数コミューンに住所登録をする者の重複分を除いたもの。それ以降は当該コミューンの人口統計によるもの。1999年までEHESS/Cassini、2006年以降INSEE。